# Bahnhof Saarburg (Bz Trier)

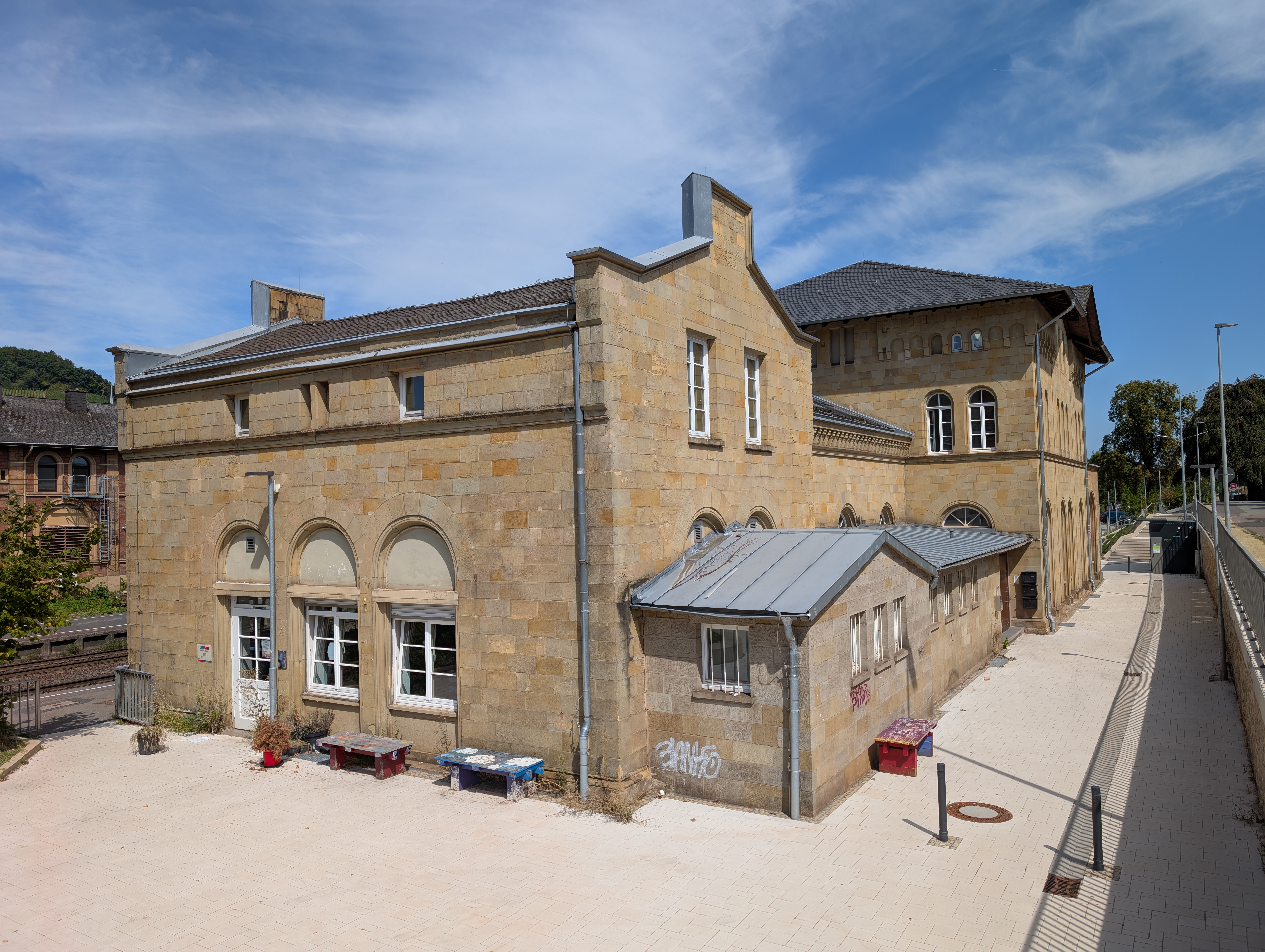
Empfangsgebäude Bahnhof Saarburg (2025)

Der Bahnhof Saarburg (Bz Trier) ist ein Durchgangsbahnhof an der Saarstrecke zwischen Saarbrücken Hbf und Trier Hbf im rheinland-pfälzischen Saarburg.
Der Bahnhof wird von Regionalbahn- (RB 71, RB 84) und Regional-Express-Zügen (RE 1) bedient.
Das Stationsgebäude im Stadtteil Beurig ist ein eingetragenes Kulturdenkmal. Der dreigliedrige spätklassizistische Sandsteinquaderbau von 1862 wurde 1914 erweitert.